# Пам'ятник Тарасові Шевченку (Бурштин)
Пам'ятник Тарасові Шевченку — пам'ятка монументального мистецтва місцевого значення в місті Бурштин, Івано-Франківської області України. Розташований на вулиці Міцкевича перед Палацом культури енергетиків «Прометей». Автори — скульптор Анатолій Кущ і архітектор Олег Стукалов.

## Історія
Питання про спорудження пам'ятника Тарасу Шевченку в місті Бурштин порушили в лютому 1989 року. 23 квітня того ж року прийнято рішення щодо місця майбутнього пам'ятника та встановлено там синьо-жовтий прапор.
У березні 1990 місце майбутнього пам'ятника освятили. На той час уже зібрали 66 тисяч карбованців, які використали на виготовлення проєктної документації.
У лютому 1992 року Бурштинська міська рада уклала договір з київським підприємством «Світоч» про виготовлення композиції пам'ятника, до якої мали увійти статуї Тараса Шевченка та бандуриста. У липні того ж року закладено фундамент під пам'ятник.
Протягом 1992—1993 років також силами працівників Бурштинської ДРЕС споруджено гранітний постамент пам'ятника. У березні 1994 року з Києва привезли бронзову фігуру Тараса Шевченка, яку встановили на постаменті 12 квітня 1994 року. У липні того ж року встановлено й фігуру бандуриста.
Урочисте відкриття пам'ятника відбулось 24 серпня 1994 року, в третю річницю проголошення незалежності України.